# Вердуго, Алекс
Александер Брейди Вердуго (англ. Alexander Brady Verdugo, 15 мая 1996, Тусон) — американский и мексиканский бейсболист, аутфилдер клуба МЛБ «Нью-Йорк Янкис». Участник Мировой бейсбольной классики 2017 в составе сборной Мексики.

## Карьера
В 2014 году Алекс был выбран во втором раунде драфта клубом «Лос-Анджелес Доджерс». В сезоне 2015 года он выступал за фарм-клубы «Доджерс» «Грейт-Лейкс Лунс» и «Ранчо-Кукамонга Квейкс». В дебютном для себя полном сезоне Вердуго сыграл 124 матча, отбивая с показателем 31,1 % и выбив 9 хоум-ранов. По итогам года Алекс был признан лучшим игроком фарм-системы «Доджерс».
Весной 2016 года Вердуго перевели в состав «Талса Дриллерс», на тот момент портал Baseball America ставил его на седьмое место в рейтинге лучших молодых игроков «Доджерс». В июне он получил приглашение на Матч всех звёзд Лиги Техаса.
Перед стартом сезона в 2017 году Вердуго входил в тройку самых перспективных игроков клуба, особо отмечались его навыки бьющего и один из лучших показателей скорости движения биты в младших лигах. Аналитики сайта minorleagueball.com прогнозировали Алексу один сезон на уровне AAA, а в дальнейшем выступления в основном составе «Доджерс» с 2018 года. Большую часть сезона он провёл в составе «Оклахома-Сити Доджерс», отбивая с показателем 31,4 %, выбив 27 даблов и 6 хоум-ранов. 1 сентября 2017 года руководство клуба вызвало его в расположение главной команды и он дебютировал в МЛБ. Также, в 2017 году, Алекс вошёл в состав сборной Мексики на игры Мировой бейсбольной классики.
Весной 2018 года Вердуго принял участие в предсезонных сборах команды, но уступил в борьбе за место в составе Эндрю Тоулсу и Мэтту Кемпу, пришедшему из «Атланты». В конце июне он второй сезон подряд получил приглашение на Матч всех звёзд AAA-лиги. Чемпионат 2019 года он начал в статусе лучшего молодого игрока в системе клуба. Всего Вердуго сыграл за «Доджерс» в 106 матчах и по показателю отбивания (29,4 %) уступил только Коди Беллинджеру. В феврале 2020 года Алекс в ходе трёхстороннего обмена с участием «Миннесоты» перешёл в «Бостон Ред Сокс».
5 декабря 2023 года «Бостон Ред Сокс» обменяли Вердуго в «Нью-Йорк Янкис» на Ричарда Фиттса, Грега Вайсерта и Николаса Джудиса .